# Wallace & Gromit: Vengeance Most Fowl
Wallace & Gromit: Vengeance Most Fowl és una pel·lícula de comèdia animada en stop-motion britànica del 2024 produïda per Aardman Animations i la BBC en associació amb Netflix. És dirigida per Nick Park i Merlin Crossingham. És la sisena pel·lícula de Wallace i Gromit, la primera des d'A Matter of Loaf and Death (2008) i la segona pel·lícula després de La maledicció de les verdures (2005). Representa el retorn del malvat pingüí Feathers McGraw de The Wrong Trousers (1993), que es venja d'en Wallace i en Gromit reprogramant el seu nan de jardí robòtic. S'ha subtitulat al català.
Es va estrenar a l'American Film Institute el 27 d'octubre de 2024. Es va emetre a BBC One i BBC iPlayer el 25 de desembre al Regne Unit, i es va convertir en la segona emissió del Regne Unit més vista des del 2022. Es va publicar a Netflix internacionalment el 3 de gener de 2025. La pel·lícula té una puntuació del 100% al lloc web de l'agregador de ressenyes Rotten Tomatoes.